# Maspalomas Fútbol Sala
Il Maspalomas Fútbol Sala è stata una società spagnola di calcio a 5 con sede a Maspalomas.

## Storia
La società nasce nel 1993 dalla fusione tra il "Muebles El Norte" e il "Club Fútbol Sala Gran Canaria", entrambi con esperienza in Primera División. Il Muebles El Norte fu fondato nel 1982 a Maspalomas mentre il Gran Canaria fu fondato nel 1990 a Las Palmas: dopo aver acquistato il titolo sportivo del Sumarsa, il Gran Canaria debuttò nella massima serie già l'anno seguente. 
Nella stagione 1993-94 il "Maspalomas Sol de Europa" centrò la qualificazione alla fase finale della Division de Honor, conquistando il titolo spagnolo dopo aver superato in finale il CCM Toledo in tre partite. Da campione in carica, la squadra non riesce a qualificarsi alla fase finale della stagione successiva e perde inoltre la finale dell'European Champions Tournament contro la Dina Mosca. 
Come "Maspalomas Palm Oasis" fa parte della prima Division de Honor a girone unico, dove giunge solo quattordicesima. Nel 1996-97, rafforzata, ritorna alla terza piazza nella stagione regolare ma esce nella semifinale di play-off per mano del CLM Talavera.
L'undicesimo posto della seguente stagione è l'inizio di un declino che porterà il Maspalomas alla retrocessione nel 1999. Affronta la prima stagione in Division de Plata come Playas de Maspalomas, giungendo sesta. Nella stagione 2000-01 bissa la sesta posizione rimanendo lontana dalla zona promozione. Abbonata al sesto posto la Skoda Maspalomas vi giunge anche nella stagione 2001-02 e in quella 2002-03 dove compare per l'ultima volta tra le formazioni di Division de Honor.

## Palmarès
- Campionato spagnolo: 1
1993-94
- Coppa di Spagna: 1
1996-97